# Rwanda : Le Silence des mots
Pour plus de détails, voir Fiche technique et Distribution.
Rwanda : Le Silence des mots est un documentaire réalisé par Gaël Faye et Michael Sztanke, produit par Babel Doc et sorti en 2021,.

## Synopsis
Elles ont partagé leur récit devant la justice française à Kigali et à Paris, initialement en 2004, puis à nouveau en 2012. Depuis lors, aucune progression n'a été constatée dans l'enquête confiée au pôle Génocide et crimes contre l'humanité du Tribunal de Grande Instance de Paris. Concessa, Jeanne et Prisca soutiennent avoir été victimes d'agressions sexuelles perpétrées par des militaires français de l'opération Turquoise pendant le génocide des Tutsi en 1994. Actuellement, chacune poursuit son chemin en faisant face à son passé. Elles incarnent la voix de toutes les femmes ayant souffert des atrocités des hommes lors de ce génocide, symbolisant ainsi la résistance à l'oubli.

## Fiche technique[3]
- Réalisation : Gaël Faye, Michael Sztanke
- Production : Babel Doc
- Productrice : Stéphanie Lebrun
- Distribution : Arte
- Image : Sébastien Daguerressar
- Montage : Alexandra Kogan

## Distinctions
- 2022 : Sélection officielle catégorie Autrement vu au FIGRA[4]
- 2023 : Grand Prix du Public au Festival du documentaire sur la Justice